# Hanoi Hannah
Trịnh Thị Ngọ (Hanói, 1931-30 de septiembre de 2016), más conocida como Hanoi Hannah, fue una locutora de radio vietnamita, que se hizo famosa durante la guerra del Vietnam. Era la locutora de una emisora de radiodifusión que difundía propaganda comunista de Vietnam del Norte en inglés, dirigida a las tropas estadounidenses combatientes en el país.

## Biografía
Trịnh Thị Ngọ nació en Hanói, en el seno de una familia acomodada, siendo su padre el propietario de una fábrica de vidrio. Sus padres le pagaron unas clases para aprender la lengua inglesa, ya que uno de sus deseos era el de poder entender sus películas favoritas, como Lo que el viento se llevó. A los 25 años empezó a narrar las noticias radiofónicas en inglés para la Radio Nacional de Vietnam, dedicadas a zonas asiáticas que por entonces eran de habla inglesa.

## Radio Hanoi
Durante la guerra de Vietnam, en las décadas de los 60 y 70, se hizo famosa entre los soldados estadounidenses destinados en el país, debido a sus escenificados mensajes de propaganda que retransmitía en inglés a través de Radio Hanoi. Pese a que utilizaba el seudónimo Thu Huong (fragancia de otoño, en vietnamita), era conocida por la tropa como Hanoi Hannah, aunque también era apodada Dragon Lady.
Solía llevar a cabo tres emisiones diarias, en las cuales trataba de desmoralizar a la tropa (a quienes siempre se refería coloquialmente como G.I.) infundiéndoles miedo, leyendo siempre las listas de soldados que habían caído en combate o habían sido hechos prisioneros. Trataba de persuadirles de que su participación en la guerra era injusta e inmoral, y de que su gobierno les mentía sobre los avances de la guerra, invitándoles a desertar. A veces incluía canciones estadounidenses antiguerra, tratando de contagiar nostalgia y tristeza.
Su leyenda fue magnificada por su labor de inteligencia militar, ya que solía ofrecer datos muy específicos sobre las bajas norteamericanas, así como mencionaba frecuentemente la localización diaria (supuestamente secreta) de las diferentes unidades militares. No obstante circularon sobre ella exageraciones y leyendas urbanas acerca de su omniscencia, como que anunciaba combates antes de que se produjeran, o que daba pistas acerca de las novias de los soldados. No obstante, en ocasiones recopilaba información que venía en el propio periódico militar estadounidense, Barras y Estrellas.
Ejemplo de una cita radiofónica de Hannah:

"¿Cómo estáis, GI Joe? Me parece que la mayoría de vosotros estáis mal informados sobre el curso de la guerra, por no decir nada acerca de una correcta explicación de su presencia aquí. Nada es más confuso que ser reclutados a una guerra a morir, o ser mutilados de por vida y sin la menor idea de lo que está pasando."

Tras la guerra, la locutora, que pese a ser una celebridad en los Estados Unidos era poco conocida en su país, se trasladó a la ciudad de Ciudad Ho Chi Minh, donde siguió viviendo con su familia hasta su muerte.